# Campeonato Potiguar Segunda Divisão 2007
In 2007 werd de tiende editie van de Campeonato Potiguar Segunda Divisão gespeeld voor voetbalclubs uit de Braziliaanse staat Rio Grande do Norte. De competitie werd georganiseerd door de FNF en werd gespeeld van 15 juli tot 12 augustus. Potyguar Seridoense werd kampioen. 

## Eerste fase
| Plaats | Club                | Wed. | W | G | V | Saldo | Ptn. |
| ------ | ------------------- | ---- | - | - | - | ----- | ---- |
| 1.     | Potyguar Seridoense | 5    | 3 | 2 | 0 | 11:2  | 11   |
| 2.     | Cruzeiro            | 5    | 3 | 2 | 0 | 11:5  | 11   |
| 3.     | UNIVAP              | 5    | 3 | 1 | 1 | 7:3   | 10   |
| 4.     | Mossoró             | 5    | 2 | 1 | 2 | 6:4   | 7    |
| 5.     | Upanema             | 5    | 0 | 1 | 4 | 6:15  | 1    |
| 6.     | Parnamirim          | 5    | 0 | 1 | 4 | 6:18  | 1    |

|  | Geplaatst voor finale |

## Finale
Potiguar Seridoense werd tot kampioen uitgeroepen omdat ze een beter doelsaldo hadden in de eerste fase. 
| Team #1  | Tot.  | Team #2             | 1ste wed | 2de wed |
| -------- | ----- | ------------------- | -------- | ------- |
| Cruzeiro | 1 - 1 | Potyguar Seridoense | 0 - 1    | 1 - 0   |

## Kampioen
| Campeonato Potiguar de 2007 - Segunda Divisão |
| Rio Grande do Norte                           |
| --------------------------------------------- |
| POTYGUAR SERIDOENSE Kampioen (1° titel)       |